# El Cacao
El Cacao är en ort i Dominikanska republiken.   Den ligger i provinsen San Cristóbal, i den centrala delen av landet, 30 km väster om huvudstaden Santo Domingo. El Cacao ligger 403 meter över havet och antalet invånare är 1 997.
Terrängen runt El Cacao är kuperad åt nordost, men åt sydväst är den bergig. El Cacao ligger nere i en dal. Runt El Cacao är det tätbefolkat, med 442 invånare per kvadratkilometer. Närmaste större samhälle är Cambita Garabitos, 13,0 km sydost om El Cacao. I omgivningarna runt El Cacao växer i huvudsak städsegrön lövskog.